# Kedungwungu (Tegaldlimo)
Kedungwungu is een bestuurslaag in het regentschap Banyuwangi van de provincie Oost-Java, Indonesië. Kedungwungu telt 7978 inwoners (volkstelling 2010).